# أليكسي فافورسكي
أليكسي يفجرافوفيتش فافورسكي (3 مارس 1860 - 8 أغسطس 1945) (الروسية: Алексе́й Евгра́фович Фаво́рский) هو عالم كيمياء سوفياتي-روسي.

## مسيرته
درس فافورسكي الكيمياء في جامعة سانت بطرسبرغ من 1878 إلى 1882. التحق بمختبر ألكسندر بوتليروف لعدة سنوات، وفي عام 1891 أصبح محاضرا. في عام 1895، تلقى فافورسكي شهادة الدكتوراه وأصبح أستاذا للكيمياء التقنية.
اكتشف إعادة ترتيب فافورسكي (Favorskii rearrangement) في عام 1894، وتفاعل فافورسكي (Favorskii reaction) بين عامي 1900 و 1905.
حصل فافورسكي على جائزة ستالين في عام 1941.
توفي فافورسكي في عام 1945، ودُفن في مقبرة فولكوفسكوي الأرثوذكسية.

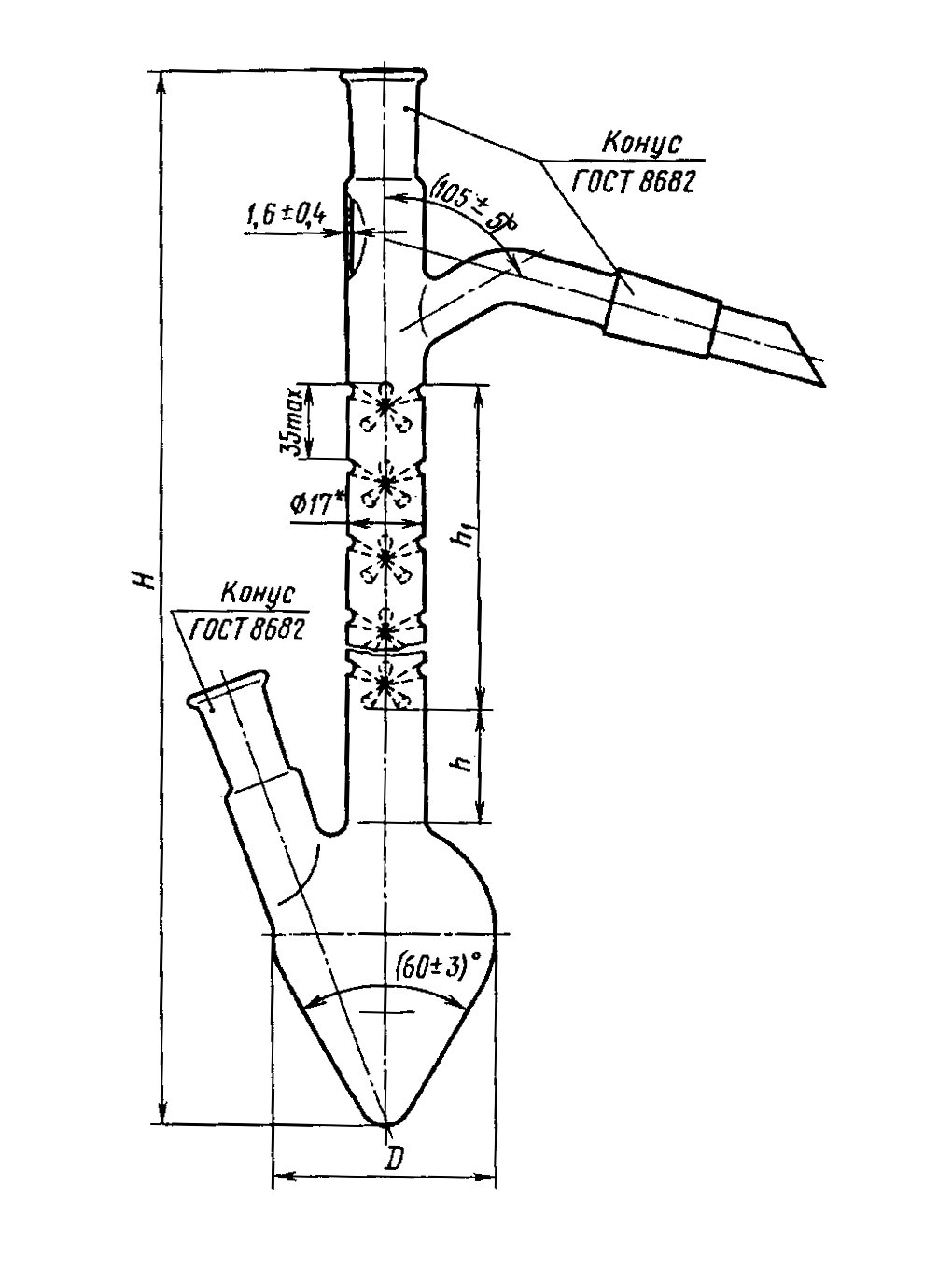
قارورة فافورسكي - قارورة اخترعها فافورسكي.